# Khalifah bin Said de Zanzíbar
El sàyyid Khalifa I ibn Saïd al-Busaïdí (àrab: خليفة بن سعيد البوسعيدي, Ḫalīfa ibn Saʿīd al-Būsaʿīdī; també transliterat com a Khalifah o Chalîfe), GCMG (Unguja, 1852- 13 de febrer de 1890), va ser el tercer soldà de Zanzíbar. Va governar Zanzíbar des del 26 de març de 1888 al 13 de febrer de 1890, succeint el seu germà Barghash bin Said; fou al seu torn succeït pel seu germà, Alí ibn Said Al-Busaid.

## Biografia
El 1870 el seu germà gran i predecessor Barghash bin Said el va fer empresonar per la seva presumpta participació en un intent de cop d'estat. Segons la seva germana Emily Ruete, Barghash no va alliberar Khalifah fins que una de les seves germanes es va disposar a peregrinar a La Meca i ell no volia que recaigués sobre ell una maledicció pronunciada a la Ciutat Santa del Profeta. Però la seva germana no el va perdonar fins que va haver alliberat l'innocent Chalîfe.
Emily Ruete, germana dels sultans de Zanzíbar, va escriure aquest testimoni cap a 1886:
"És un fet ben conegut a Zanzíbar que Barghash, tan aviat com va ascendir al tron el 1870 de sobte i sense cap causa va posar el seu germà petit Chalîfe a presó. El pobre es va esllanguir allà durant tres llargs anys a la masmorra, amb pesats grillons de ferro i cadenes. I per què? Ningú no ho sap. Pot ser que Barghash temés que Chalîfe, el següent en la successió al tron, pogués ordir els mateixos plans traïdors que el mateix Barghash havia intentat en una ocasió contra el seu germà Majid."
Segons Ruete, Barghash va continuar espiant Khalifah i els seus amics. Ella assenyala un cas en què Barghash aparentment va arruïnar deliberadament un cap ric i amic de Khalifah, de manera que Khalifah es veuria privat del suport dels caps rics. Es va convertir en sultà a la mort sobtada del seu germà durant les prolongades negociacions amb la Companyia Alemanya d'Àfrica Oriental. A diferència del seu germà, va cedir per arrendar la costa de Tanganyika de l'Àfrica Oriental continental als alemanys, cosa que va donar lloc immediatament a la Revolta d'Abushiri.
Un cop va accedir al tron, el sultà Khalifah va continuar amb la política abolicionista del seu predecessor. Tanmateix, durant el seu regnat va perdre diversos territoris a la costa oriental de l'Àfrica a causa de les apetències colonials d'Alemanya i del Regne Unit. Va iniciar una política de proximitat cap al Regne Unit, la qual cosa va fer que el seu regne perdés gran part de la seva autonomia.
El sultà Khalifah I va ser nomenat Cavaller d'Honor de la Gran Creu de l'Orde de Sant Miquel i Sant Jordi del Regne Unit el 18 de desembre de 1889.

## Títols
- 1852-26 de març de 1888: Sàyyid Khalifa I ibn Said
- 26 de març - 13 de juny de 1888: La seva Altesa el Soldà Sayyid Khalifah I ibn Said, sultà de Zanzíbar
- 13 de juny de 1888 - 1890: La seva Altesa el Sultà Sayyid Sir Khalifah I ibn Said, soldà de Zanzíbar Cavaller de Sant Miquel i Sant Jordi.[3]